# 中華人民共和国交通運輸部
中華人民共和国交通運輸部（ちゅうかじんみんきょうわこくこうつううんゆぶ）は、中華人民共和国国務院に属する行政機関。道路、水路など交通を管轄する。日本の旧運輸省（現：国土交通省）にあたる。庁舎は北京駅に近い建国門にある。
2008年3月、交通運輸部に名称が変更された。
中国海警局発足後も海上交通安全業務については運輸部の海事局、海上の捜索救助と消防業務は救助打撈局が担当となる。

## 下位機構
10の職能司（日本の庁にあたる）が置かれている。
1. 弁公庁
2. 体制改革法規司
3. 総合計画司
4. 財務司
5. 人事労働司
6. 道路司
7. 水運司
8. 科学技術教育司
9. 国際合作司
10. 公安局
11. 中国民用航空局

## 歴任部長
- 章伯鈞
- 王首道
- 孫大光
- 楊傑
- 葉飛
- 曽生
- 彭徳清
- 李清
- 銭永昌
- 黄鎮東
- 張春賢
- 李盛霖
- 楊伝堂
- 李小鵬
- 劉偉

## 部属学校
- 大連海事大学